# Полет 139 на „Судан Еъруейс“
Полет 139 на „Судан Еъруейс“ е редовен вътрешен пътнически полет от новото международно летище „Порт Судан“, Порт Судан, до международното летище „Хартум“, Хартум, Судан, управляван от „Судан Еъруейс“. На 8 юли 2003 г. малко след излитане самолетът „Боинг 737-200C“, който изпълнява полета, губи мощност в един от двигателите си, което кара екипажа да се върне обратно на летището за аварийно кацане. Пилотите обаче пропускат пистата на летището и самолетът се удря в земята, като се разпада след удара. В катастрофата загиват 116 от общо 117 пътници и екипаж на борда.
Повечето от хората са суданци, като сред загиналите има трима индийци, британец, китаец, емирец и етиопец. Двегодишно момче единствено оцелява. Външният министър на Судан Мустафа Осман Исмаил посочва търговското ембарго, наложено от правителството на Съединените американски щати през 1997 г., като фактор, който допринася за инцидента, и твърди, че авиокомпанията не може да получи резервни части за поддръжката на флота си поради санкции. Самолетът, който участва в инцидента, не е обслужван от години.